# Прагель (перевал)
Пра́гель или Пра́гельпасс (нем. Pragelpass) — высокогорный перевал в Альпах, Швейцария, соединяющий долины Муотаталь (нем. Muotatal) и  Клёнталь (нем. Klöntal).
Его высота — 1 548 метров над уровнем моря. Он соединяет населённые пункты Муотаталь (кантон Швиц) и Нетшталь (кантон Гларус).
Через перевал идёт построенная в 1974 - 1976 годах дорога, параллельная дороге через перевал Клаузен, и имеющая максимальную крутизну подъёма 18 %. Дорога открыта с октября по май. Восточный участок дороги через перевал закрыт для движения авто- и мототранспорта по субботам и воскресеньям, что удобно для велотуристов.
Через перевал компанией Auto AG Schwyz осуществляется автобусное сообщение, но в 2009 году поднимался вопрос о  его прекращении из-за малочисленности пассажиров, и в летнее время рейсы осуществлялись только по выходным дням. 

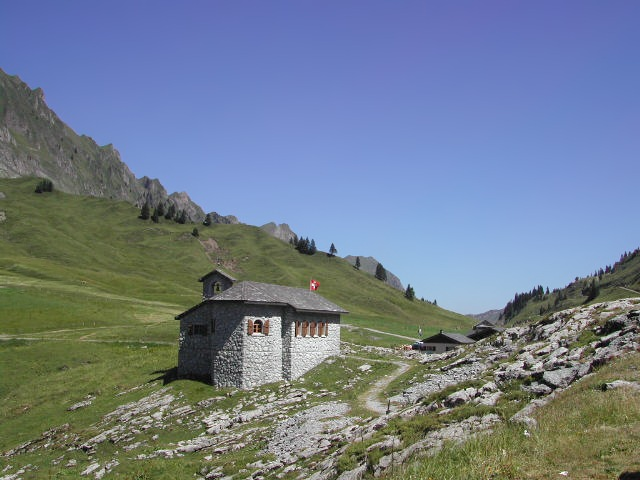
Вид с перевала Прагельпасс на север